# Sture Kallin
Sture "Stubben" Gösta Kallin, född 5 juni 1930 i Stockholm, död 1 oktober 1998 i Malmö, var en svensk musiker (trummor).
Kallin var medlem i dixielandorkestern Hep Cats, som bland annat uppträdde på Nalen. Han var  medlem i Putte Wickmans sextett till 1956 och turnerade senare med Swe-Danes. Under 1960-talet ingick han i husbandet i TV-programmet Hylands hörna.
År 1970 flyttade Kallin till Paris där han besökte klubbar och konserter, dock utan att spela själv. Från 1981 bodde han i Malmö. Han var välkänd i jazzkretsar, och under sina sista år spelade han med unga musiker i sin egen kvartett samt i ett tiomannaband som spelade till en show med Jan Sigurd och Monica Zetterlund.

## Filmografi
- 1949 – Kvinnan som försvann – musiker